# Meukek
Meukek (indonez. Kecamatan Meukek) – kecamatan w kabupatenie Aceh Selatan w okręgu specjalnym Aceh w Indonezji.
Kecamatan ten znajduje się w północnej części Sumatry, nad Oceanem Indyjskim. Od północnego zachodu graniczy z kecamatanami Labuhan Haji Timur i Labuhan Haji Barat, od północnego wschodu z kabupatenem Gayo Lues, od południowego wschodu z kecamatanem Kluet Tengah, a od południa z kecamatanem Sawang. Przebiega przez niego droga Jalan Lintas Barat Sumatrea.
W 2010 roku kecamatan ten zamieszkiwało 18 261 osób, z których wszyscy stanowili ludność wiejską. Mężczyzn było 8 946, a kobiet 9 315. Wszyscy wyznawali islam.
Znajdują się tutaj miejscowości: Alue Baro, Alue Meutuah, Aron Tunggai, Blang Bladeh, Blang Kuala, Blang Teungoh, Buket Meuh, Drien Jalo, Ie Buboh, Ie Dingen, Jambo Papeun, Keude Meukek, Kuta Baro, Kuta Buloh I, Kuta Buloh II, Labuhan Tarok, Labuhan Tarok II, Ladang Baro, Ladang Tuha, Lhok Aman, Lhok Mamplam, Rot Teungoh, Tanjung Harapan.